# 吉良町富好新田
吉良町富好新田（きらちょうとみよししんでん）は、愛知県西尾市の地名。

## 地理

### 河川・池沼
- 矢崎川

### 交通
- 国道247号
- 愛知県道316号富好新田宮崎鳥羽線
- 名鉄蒲郡線

### 施設
- 青鳥山真正寺

## 歴史

### 地名の由来
当新田は、吉良義央の命により開発された新田であり、「富」の字は義央の夫人の富子に由来するとされる。富子は眼病を患ったものの、身延山に祈願したところ治癒したことにより、その感謝から新田開発を発願したという。しかし、慶長14年（1609年）から元禄15年（1702年）まで、吉良家の義弥・義冬・義央の3代にわたる事績が書き継がれた『吉良家日記』には、富好新田の開発などを当時の吉良家や義央が行ったという記述やそれに類する記録は一切見られず、義央が行ったとされている治績は、実際には後世の領主や幕府などが行ったものである可能性が高いと見られている。

### 沿革
- 江戸時代 - 三河国幡豆郡富好新田として所在[1]。開発当初は旗本吉良氏知行[1]。
- 元禄元年 - 吉良義央の命により干拓が開始される[1]。
- 元禄10年 - 竣工[1]。
- 元禄16年 - 赤穂事件に伴う吉良家の改易により、幕府領となる[1]。
- 宝永2年 - 一部が旗本津田氏知行となる[1]。
- 天保2年 - 津田氏知行分が西尾藩領となり、以降は幕府と西尾藩による相給となる[1]。
- 1889年（明治22年） - 富好新田村となる[1]。
- 1890年（明治23年） - 保定村大字富好新田となる[1]。
- 1906年（明治39年） - 吉田村大字富好新田となる[1]。
- 1924年（大正13年） - 吉田町大字富好新田となる[1]。
- 1955年（昭和30年） - 吉良町大字富好新田となる[1]。
- 2011年（平成23年）4月1日 - 幡豆郡吉良町大字富好新田が合併により、西尾市吉良町富好新田となる[WEB 6]。

### 人口の変遷
国勢調査による人口および世帯数の推移。
| 1995年（平成7年）  | 406世帯 1405人 |  |
| 2000年（平成12年） | 443世帯 1415人 |  |
| 2005年（平成17年） | 487世帯 1515人 |  |
| 2010年（平成22年） | 466世帯 1376人 |  |
| 2020年（令和2年）  | 497世帯 1273人 |  |

### WEB
1. 1 2  総務省統計局 (2022年2月10日). “令和2年国勢調査の調査結果(e-Stat) - 男女別人口，外国人人口及び世帯数－町丁・字等” (CSV). 2023年8月2日閲覧。
2. ↑  “愛知県西尾市の町丁・字一覧”.   人口統計ラボ. 2023年12月31日閲覧。
3. ↑  “読み仮名データの促音・拗音を小書きで表記するもの(zip形式) 愛知県” (zip).   日本郵便 (2024年2月29日). 2024年3月26日閲覧。
4. ↑  “市外局番の一覧” (PDF).   総務省 (2022年3月1日). 2022年3月22日閲覧。
5. ↑  “ナンバープレートについて”.   一般社団法人愛知県自動車会議所. 2024年1月21日閲覧。
6. ↑  “愛知県西尾市の郵便番号一覧”.   日本郵便. 2023年12月28日閲覧。
7. ↑  総務省統計局 (2014年3月28日). “平成7年国勢調査の調査結果(e-Stat) - 男女別人口及び世帯数 －町丁・字等” (CSV). 2021年7月20日閲覧。
8. ↑  総務省統計局 (2014年5月30日). “平成12年国勢調査の調査結果(e-Stat) - 男女別人口及び世帯数 －町丁・字等” (CSV). 2021年7月20日閲覧。
9. ↑  総務省統計局 (2014年6月27日). “平成17年国勢調査の調査結果(e-Stat) - 男女別人口及び世帯数 －町丁・字等” (CSV). 2021年7月21日閲覧。
10. ↑  総務省統計局 (2012年1月20日). “平成22年国勢調査の調査結果(e-Stat) - 男女別人口及び世帯数 －町丁・字等” (CSV). 2021年7月21日閲覧。

### 書籍
1. 1 2 3 4 5 6 7 8 9 10 11 12 13 14  「角川日本地名大辞典」編纂委員会 1989, p. 903.
2. 1 2  西尾市史編さん委員会 (編)『吉良家日記』